# Jankowski's gors
Jankowski's gors (Emberiza jankowskii) is een zangvogel uit de familie van gorzen (Emberizidae). De vogel werd in 1888 door de Poolse ornitholoog Wladyslaw Taczanowski geldig beschreven en vernoemd naar Michel Jankowski, een Russische verzamelaar in Siberië. Het is een bedreigde vogelsoort uit Oost-Azië.

## Kenmerken
De vogel is 16 cm lang. Het is een kleurrijke gors met een opvallende koptekening, zwarte strepen op de rug en licht van onder. De oorstreek is grijs, de gors heeft witte vleugelstrepen en is midden op de borst ook wit. Het mannetje heeft een eivormige, donker kastanjekleurige vlek op de buik. Buiten de broedtijd is deze vlek minder duidelijk. De vogel lijkt op de weidegors (E. cioides) maar die heeft geen buikvlek en daar is de oorstreek zwart in plaats van grijs.

## Verspreiding en leefgebied
Deze soort komt voor in China, Noord-Korea en Rusland. Het leefgebied bestaat uit open landschappen in laagland, meestal gebieden met kort grasland, afgewisseld met struikgewas, zandige plekken en kleine bomen in het overgangsgebied tussen steppe en loofbos.

## Status
Jankowski's gors heeft een beperkt verspreidingsgebied en daardoor is de kans op uitsterven aanwezig. De grootte van de populatie werd in 2018 door BirdLife International geschat op 250 tot 1000 individuen en de populatie-aantallen nemen af door habitatverlies. Habitat wordt, vooral in China, omgezet in gebied voor agrarisch gebruik als weiland of voor bosbouw. Om deze redenen staat deze soort als bedreigd op de Rode Lijst van de IUCN.